# Battesimo dei neofiti

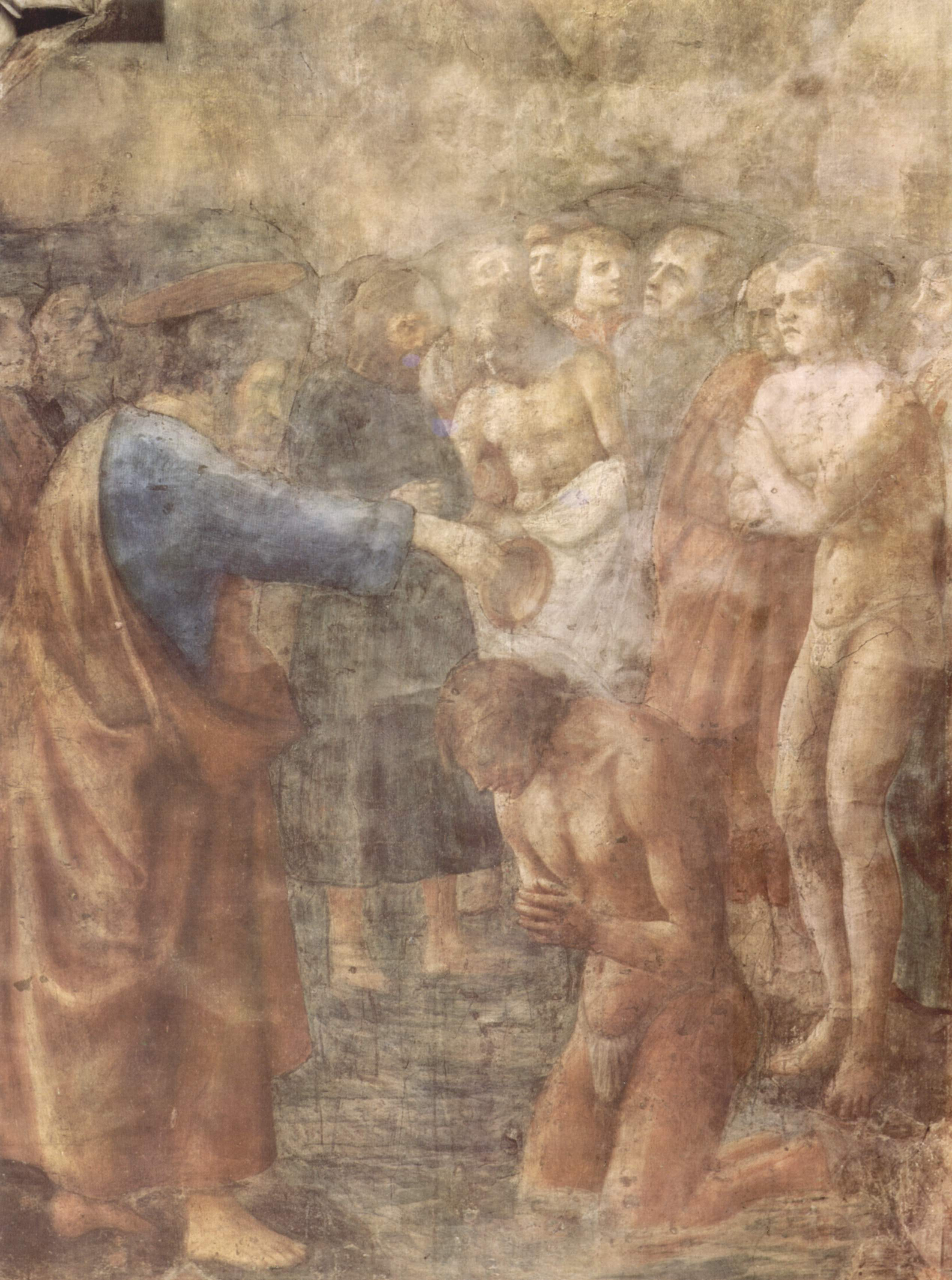
La scena prima del restauro

Il Battesimo dei neofiti  è un affresco di Masaccio facente parte della decorazione della Cappella Brancacci nella chiesa di Santa Maria del Carmine a Firenze. L'opera, databile al 1425-1426 circa (255x162 cm), ritrae una scena delle storie di san Pietro in cui l'apostolo battezza alcuni nuovi cristiani o "neofiti" (Atti degli Apostoli, II, 41).

## Storia
Gli affreschi della Cappella Brancacci sono un enigma per gli studiosi nella mancanza di documentazione ufficiale. Commissionati forse a Masolino, che aveva come aiutante il più giovane Masaccio, si sa solo che, tramite testimonianze indirette, dovevano essere iniziati nel 1424 e che nel 1425 vennero portati avanti dal solo Masaccio per la partenza di Masolino per l'Ungheria. Nel 1428 Masaccio, già preso da altri lavori, morì lasciando l'opera incompleta.
Questa scena, salvata dalla ridipintura barocca della volta, uscì annerita dall'incendio del 1771 che distrusse gran parte della basilica. Solo con il restauro del 1983-1990 si è potuta riscoprire la brillante cromia originale e sono state eliminate le ridipinture.

## Descrizione e stile
La scena si trova nel registro mediano, sulla parete dietro l'altare a destra. Il testo evangelico ci dice che dopo la Pentecoste Pietro si mise a predicare esortando le genti al battesimo in nome di Gesù Cristo (scena della Predica di san Pietro); ecco che in questa scena egli inizia a battezzare con una ciotola. L'episodio, ambientato in una vallata tra colli scoscesi, mostra alcuni giovani che si apprestano a ricevere il battesimo: uno è inginocchiato nel fiume e lo riceve a mani giunte (col corpo dall'anatomia stupendamente modellata), uno già spogliato sta aspettando coprendosi con le braccia mentre trema per il freddo (figura di grande realismo, l'unica elogiata dal Vasari nella cappella), un terzo si sta togliendo gli abiti di dosso. Un quarto ancora, scalzo e dal capo chiaramente bagnato, si sta rivestendo abbottonandosi la tunica blu. Straordinario è il senso dell'acqua e l'effetto bagnato sui capelli e sul perizoma del ragazzo in ginocchio.
Pietro compie un gesto energico ed eloquente (da notare la rotazione della ciotola nel verso più congeniale alla percezione dello spettatore). Assiste una folla, tra i quali ci sono alcuni personaggi forse ritratti di contemporanei. I personaggi scivolano naturalmente in profondità, tramite i perfetti rapporti di luci e ombre, che anticipano la prospettiva aerea.
I due ritratti dietro Pietro sono due testimoni fiorentini, indossanti il tipico copricapo chiamato mazzocchio. I loro volti fortemente individualizzati fanno pensare a due ritratti di notabili dell'epoca. Secondo Longhi però sarebbero opera di Filippino Lippi (come anche la testa di Pietro), il quale avrebbe coperto i ritratti cancellati di due personaggi legati ai Brancacci dopo la cacciata della famiglia. L'ipotesi non è comunque condivisa da tutti gli studiosi (Berti, Bologna, Spike). Secondo Ugo Procacci, seguito dal Parronchi, le teste di san Pietro e dei due astanti sarebbero invece di Masolino. La maggior parte degli studiosi assegna comunque le figure a Masaccio e le montagne dello sfondo, così aguzze e goticheggianti, a Masolino. Ciò bilanciava il contributo di Masaccio nella creazione dello sfondo della Predica di san Pietro, di Masolino. 
In questa scena, come nella Predica, Pietro è raffigurato solo, mentre nel testo evangelico egli era in compagnia degli altri apostoli: questa scelta sottolinea fortemente il suo primato e la sua personificazione con la Chiesa intera.